# معروف (لغات)
المعروف في الاصطلاح هو اللفظ المستعمل كما هو في اللغتين العربية والفارسية بدون أدنى تغيير مثل:
مكة والمدينة وأكثر أسماء الأماكن والأودية والأعلام هي من هذا القسم. وقيل هذا داخل في المعرب، لأنّ اتفاق اللغتين بعيد، والأعلام ليست موضوعا في اللغة. ومن هنا فالأعلام خارجة عن قسم الحقيقة والمجاز.